# 四時の悪魔
『四時の悪魔』（よじのあくま、The Devil at 4 O'Clock）は1961年のアメリカ合衆国の映画。出演はスペンサー・トレイシーやフランク・シナトラなど。
英国の作家マックス・カトーによる1959年の同名小説に基づいた作品。火山災害をテーマとしており、1970年代に流行したパニック映画の前身といわれる。

## キャスト
※括弧内は日本語吹替（初回放送1969年5月2日 TBS『金曜ロードショー』）
- マシュー・ドゥナン神父：スペンサー・トレイシー（千葉順二）
- ハリー：フランク・シナトラ（愛川欽也）
- ジョセフ・ペロー神父：カーウィン・マシューズ（原田一夫）
- ジャック：ジャン＝ピエール・オーモン（村瀬正彦）
- マルセル：グレゴアール・アスラン（富田耕生）
- 知事：アレクサンダー・スコービイ
- カミーユ：バーバラ・ルナ（丹羽たかね）
- 寮母：キャシー・ルイス
- チャーリー：バーニー・ハミルトン
- ガストン：マルセル・ダリオ

## スタッフ
- 監督・製作：マーヴィン・ルロイ
- 原作：マックス・カトー
- 脚本：リーアム・オブライエン
- 撮影：ジョセフ・バイロック
- 音楽：ジョージ・ダニング